# Hrvatski radio Vukovar
Hrvatski radio Vukovar (skr. HRV), hrvatska je radijska postaja sa sjedištem u Vukovaru. Program se emitira 24 sata dnevno na glavnoj frekvenciji 107,2 MHz FM, te u pojedinim dijelovima Vukovarsko-srijemske županije na frekvencijama 95,4 MHz FM i 104,1 MHz FM.

## Povijest
Hrvatski radio Vukovar emitiranje je započeo 8. ožujka 1957. godine u Vukovaru, pod nazivom Radio Vukovar. Osnovan je kao prva radijska postaja u Hrvatskoj izvan sustava tadašnjega Radio Zagreba, a od 4. svibnja 1991. godine nosi naziv Hrvatski radio Vukovar.
Tijekom opsade Vukovara 1991., HRV je bio važno sredstvo informiranja i podizanja morala hrvatskih branitelja i civila, a u njegovu radu istaknuli su se novinari Siniša Glavašević i Alemka Mirković te tehničar Branimir Polovina; Glavašević i Polovina ubijeni su na Ovčari krajem studenoga 1991. Mirković je o radu HRV-a tijekom opsade napisala autobiografski roman Glasom protiv topova.

## Slušanost
Istraživanje slušanosti agencije Defacto za treće tromjesečje 2021. godine pokazalo je kako Hrvatski radio Vukovar imao 144 423 slušatelja dnevno, što ga je svrstalo na 18. mjesto od 148 radijskih postaja u Hrvatskoj, a najslušanija je radijska postaja na području Vukovarsko-srijemske i Osječko-baranjske županije s dnevnim dosegom od više od 140 000 slušatelja.

## Priznanja
- 1993.: Hrvatsko novinarsko društvo dodijelilo je Posebno priznanje ratnom uredništvu HRV-a.[4]
- 2015./16.: Portal hrv.hr dobio je nagradu „Zlatni miš“ Hrvatske udruge radija i novina (HURIN), za najbolji portal u Republici Hrvatskoj.[5]

## Vanjske poveznice
- Hrvatski radio Vukovar - službene stranice